# Селкор
„Селкор“ е български игрален филм от 1974 година на режисьора Атанас Трайков, по сценарий на Георги Караславов и Слав Г. Караславов. Оператори са Емил Кодов и Христо Вълчанов. Музиката във филма е композирана от Красимир Кюркчийски.

## Актьорски състав
- Антон Горчев – Димо Казака
- Рачко Ябанджиев – Коста Деянов
- Григор Вачков – Мангафата
- Стойчо Мазгалов – Михаил Пантов
- Емилия Радева – Костовица
- Любомир Киселички – Фиката
- Сашо Симов – Дядо Пеньо
- Северина Тенева – Кина
- Иван Томов – Найден Щерев
- Евстати Стратев
- Иван Дорин
- Георги Кишкилов
- Катя Чукова
- Васил Бъчваров
- Димитър Бочев
- Богдан Глишев – Учителят Димов
- Ангел Георгиев
- Владимир Давчев
- Стефан Великов
- Никола Узунов
- Борислав Иванов
- Георги Бахчеванов
- Найчо Петров
- Петър Божилов